# Pindo
Il Pindo (in greco Πίνδος?; in latino Pindus; in arumeno Pind; in albanese Pindi) è una catena montuosa che si allunga da sudest a nordovest per circa 180 chilometri in area balcanica comprendendo parte dell'Albania con l'Epiro, la Macedonia del Nord e la Tessaglia in Grecia. 
La catena presenta una ricca vegetazione trovandosi a ridosso dell'Adriatico. La vetta più alta è il monte Smólikas, in Grecia, con i suoi 2637 metri. Il monte era sacro al dio Apollo e alle Muse.
In questa catena montuosa si trova il parco nazionale del Pindo.
All'altezza di 1200 metri, nel più alto sito archeologico di tutta la Grecia, sono stati scoperti i resti di una città risalente al IV secolo a. C.